# Parides steinbachi
Parides steinbachi је врста лептира из породице једрилаца (лат. Papilionidae).

## Распрострањење
Боливија је једино познато природно станиште врсте.

## Станиште
Врста Parides steinbachi има станиште на копну.

## Угроженост
Подаци о распрострањености ове врсте су недовољни.